# Дебу, Константин Ипполитович
Константин Ипполитович Дебу (1867 — март 1942, Ленинград) — русский и советский химик, педагог и переводчик, один из авторов «ЭСБЕ».

## Биография

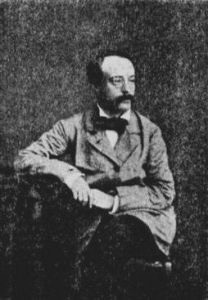
Отец - Дебу Ипполит Матвеевич (1824-1890), дворянин, петрашевец

Константин Ипполитович Дебу родился в 1867 году в семье Ипполита Матвеевича Дебу и был назван в честь брата отца Константина Матвеевича. Оба брата состояли в кружке Петрашевского и были среди тех петрашевцев, кому после ареста довелось пережить несостоявшийся расстрел на Семёновском плацу в Санкт-Петербурге, после чего они были отправлены служить в арестантские роты, а затем переведены в солдаты русской императорской армии. За участие в Крымской войне Ипполит был произведён в офицеры, в 1857 году ему было возвращено дворянство.
В 1886 году Константин Ипполитович Дебу окончил курс 1-й Петербургской классической гимназии и сразу поступил на естественно-историческое отделение физико-математического факультета Новороссийского университета. В 1887 году перевёлся на одноимённый факультет в Санкт-Петербургский университет, который успешно окончил в 1890 году.
С 1896 года учёный вёл отдел сельскохозяйственных машин в журнале «Сельский хозяин», где поместил целый ряд статей по разнообразным сельскохозяйственным вопросам.
С 1901 года состоял лаборантом на Петербургских высших женских курсах. Кроме специальных химических работ, произведенных в сотрудничестве с профессором Алексеем Евграфовичем Фаворским, им было издано отдельными брошюрами множество самостоятельных работ по химии, по сельскохозяйственному машиноведению и сельскохозяйственной технологии.
С 1924 по 1930 году Дебу руководил отделом машиноведения при Государственном институте опытной агрономии.
Константин Ипполитович Дебу в последние годы жизни, несмотря на приближающуюся слепоту, заведовал кафедрой химии в Ленинградском сельскохозяйственном институте. К. И. Дебу умер в марте 1942 года в блокадном Ленинграде.
К. И. Дебу перевёл с французского языка ряд трудов, в частности сочинение Жоржа Дари: «Электричество во всех его применениях» (Санкт-Петербург, 1903). Его безукоризненные переводы французских авторов переиздаются до настоящего времени. Также им были изданы два перевода — Энгельса, «Происхождение семьи, частной собственности и государства», и Каутского, «Экономическое учение Карла Маркса» (1906), сделанные его отцом.